# Paard van Troje

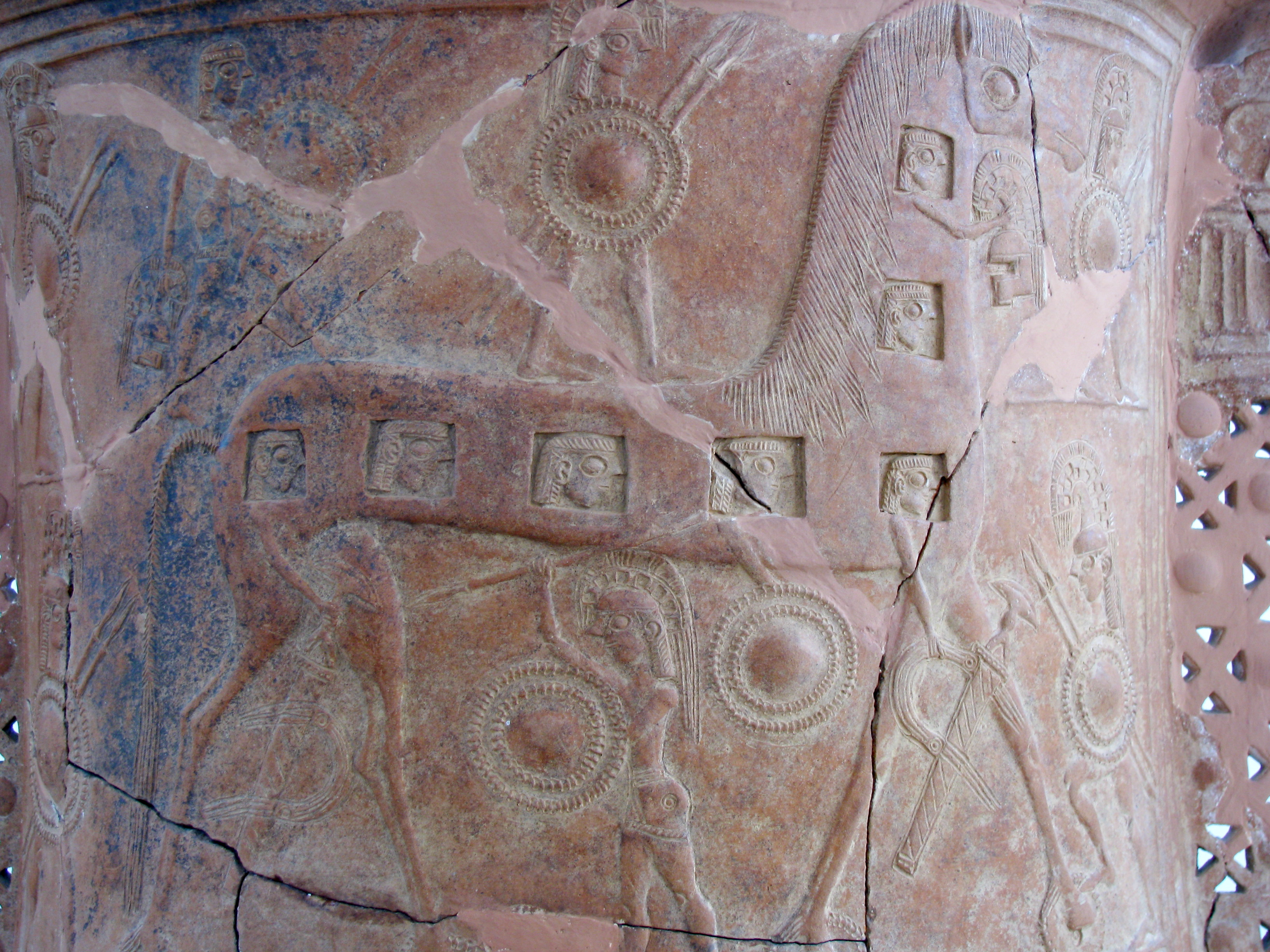
De Mykonosvaas met een van de oudst bekende voorstellingen van het Trojaanse paard; acht helden in het paard zijn aangegeven, ca. 670 v.Chr.

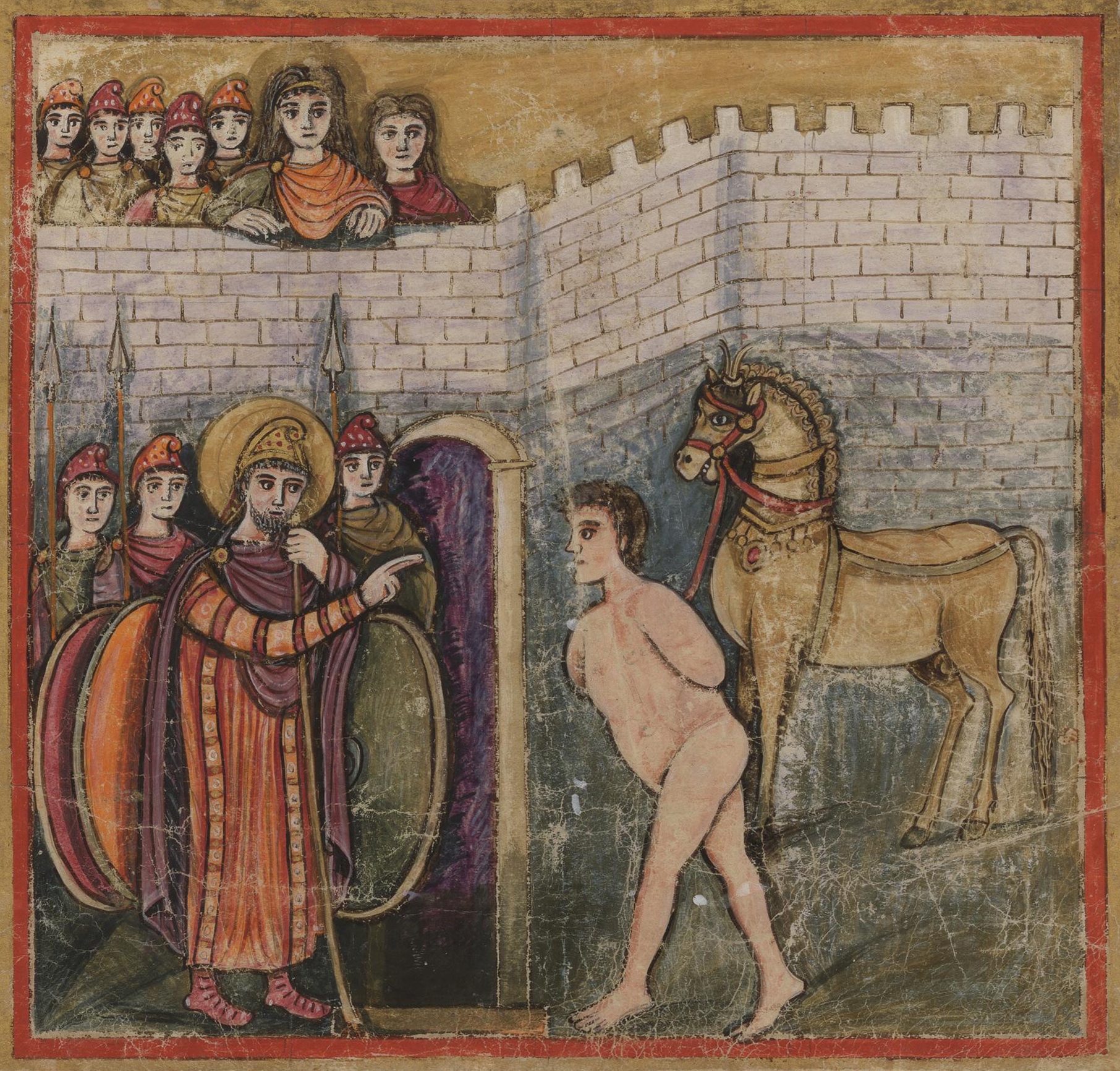
Miniatuur van het Trojaanse paard uit de Vergilius Romanus, een manuscript van de Aeneïs van Virgilius, vroege 5e eeuw

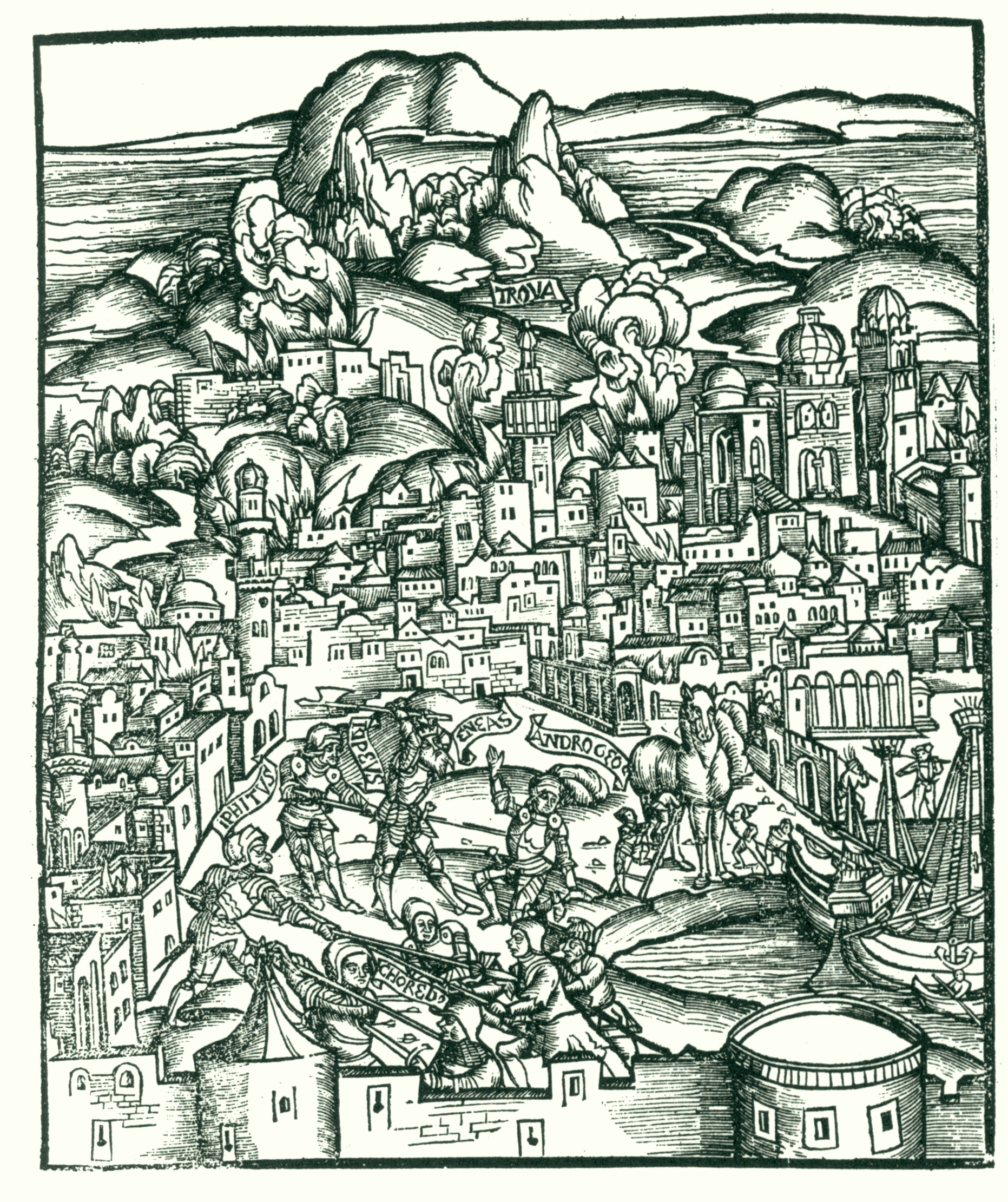
Illustratie door de Late Meester van de Grüninger drukkerij bij de passage van Virgilius Aeneis 2.339-401, gedrukt door Johannes Grüninger (Straatsburg, 1502)

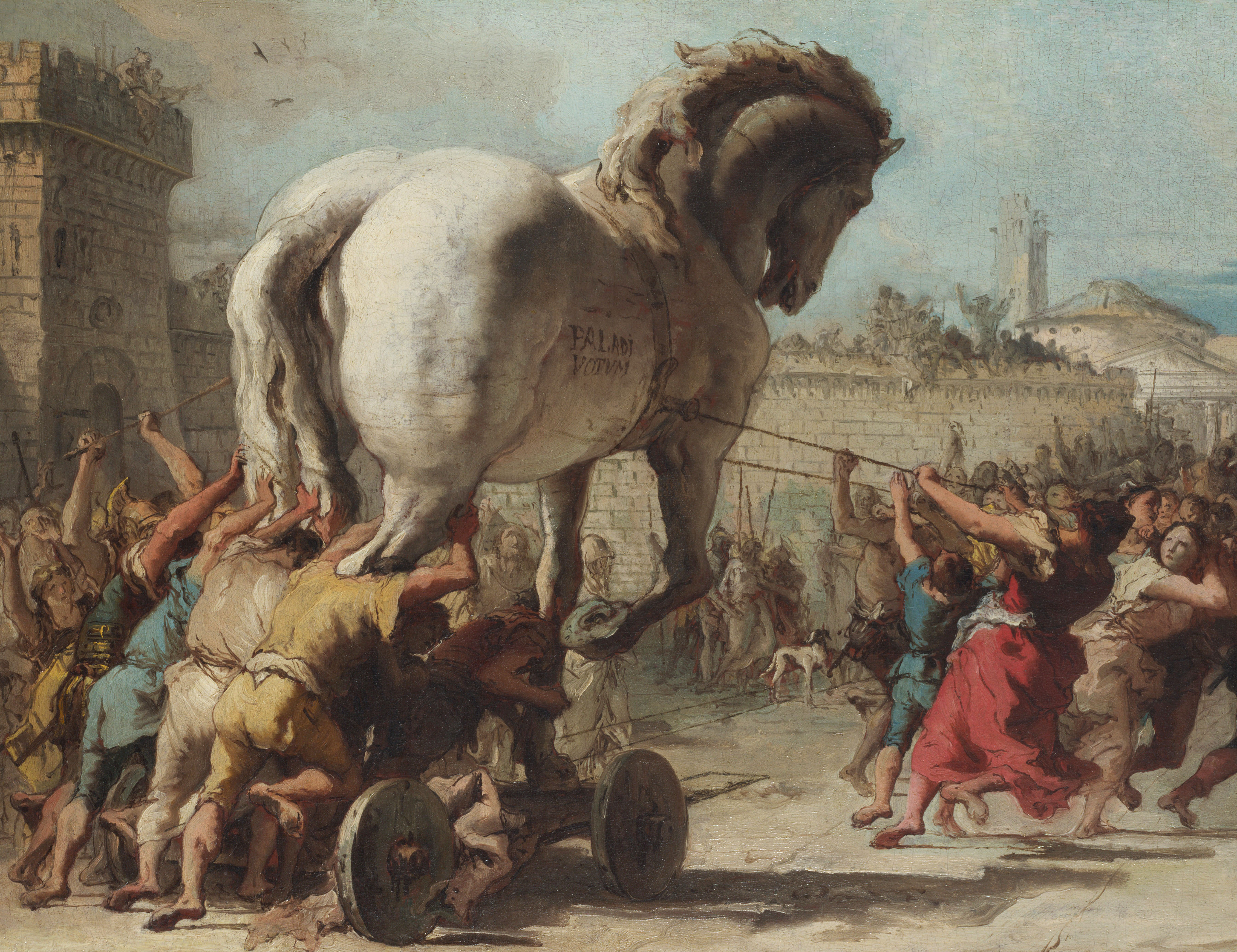
Detail van Het binnenhalen van het Trojaanse paard in Troje (1773) door Giovanni Domenico Tiepolo

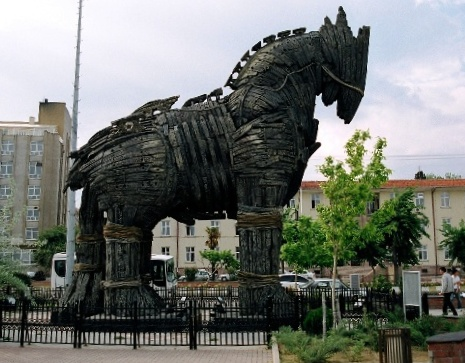
Dit paard werd in de film uit 2004 (Troy) gebruikt

Het paard van Troje is een van de bekendste verhalen uit de Griekse mythologie. Het vertelt hoe belegerende Grieken erin slaagden om Troje binnen te dringen door zich te verstoppen in een reusachtig houten paard, dat door de nietsvermoedende inwoners van Troje binnen de stadsmuren werd gehaald. Bij uitbreiding staat het voor een gewenste zaak die ergens wordt binnengehaald, maar waarin een ongewenste lading is verborgen. De ontvangers bewerkstelligen argeloos hun eigen ondergang. 

## De Trojaanse Oorlog

### Verhaal
Het Trojaanse paard vormt een episode in het verhaal van de Trojaanse Oorlog. Omdat de Grieken er maar niet in slagen de stad Troje in te nemen, bedenkt Odysseus een list.
De Grieken bouwen een reusachtig houten paard waarin soldaten zich verstoppen. Dit paard wordt 's avonds voor de poort van Troje achtergelaten, in de hoop dat het 's nachts door de Trojanen binnen de stadsmuren zal worden gehaald. Omdat de Grieken argwaan bij de kant van de Trojanen verwachten, laten zij Sinon buiten de poort achter, terwijl de rest van het Griekse leger zich op hun boten achter een heuvel verschanst op het eiland Tenedos. Sinon wordt, zoals de bedoeling was, aangetroffen door de Trojanen. Hij vertelt hen dat hij is achtergelaten omdat hij ruzie heeft met Odysseus, en dat het paard een geschenk is voor Pallas Athena, dat opzettelijk zo groot is gemaakt dat de Trojanen het niet binnen hun muren kunnen krijgen. Halen zij echter hun stadsmuur neer om het binnen te laten, dan zal Athena de veiligheid van de stad garanderen. De Trojanen trappen in de list, slaan een bres in hun eigen muur en halen het paard de stad in. Later die nacht komen de Griekse soldaten tevoorschijn om de poort voor hun kompanen te openen. Het nu kansloze Troje wordt met gemak door de Grieken veroverd.  

### Vermelding
Dit verhaal wordt overigens niet in de Ilias van Homerus verteld, zoals men dikwijls denkt. Wél is er een korte samenvatting in diens Odyssee (VIII, 493-520). Het verhaal werd uitgebreid behandeld in het epos Ilioupersis (De verwoesting van Troje) van Arctinus van Milete, dat geheel verloren is gegaan, maar de voornaamste bron was voor latere versies van het verhaal. Een beroemde, uitvoerige versie is die van Vergilius in het tweede boek van zijn Aeneïs. In vroegere eeuwen en vooral in de middeleeuwen werden echter De geschiedenis van de verwoesting van Troje van Dares Phrygius en het Dagboek van de Trojaanse oorlog van Dictys Cretensis als belangrijkere bronnen beschouwd, omdat ze (ten onrechte) voor ooggetuigenverslagen werden gehouden.

### Strijders in het paard
In de buik van het paard zaten dertig soldaten verstopt, en twee spionnen in de mond. Andere bronnen vermelden andere aantallen namen: Apollodorus 50, Tzetzes 23 en Quintus Smyrnaeus 30, maar ze beweren dat er nog meer waren. De late traditie hield het op veertig man, namelijk:
- Odysseus (aanvoerder)
- Acamas
- Agapenor
- De Kleine Ajax
- Amphidamas
- Amphimachus
- Anticlus
- Antimachus
- Antiphates
- Calchas
- Cyanippus
- Demophon
- Diomedes
- Echion
- Epeius
- Eumelus
- Euryalus
- Eurydamas
- Eurymachus
- Eurypylus
- Ialmenus
- Idomeneus
- Iphidamas
- Leonteus
- Machaon
- Meges
- Menelaus
- Menestheus
- Meriones
- Neoptolemus
- Peneleus
- Philoctetes
- Podalirius
- Polypoetes
- Sthenelus
- Teucer
- Thalpius
- Thersander
- Thoas
- Thrasymedes

## Historische grondslag
Aan de historische correctheid van het paard van Troje wordt getwijfeld.
- Moderne historici menen dat het paard een literair verzinsel is. Gemeend wordt wel dat het paard een metafoor is voor een stormram die de Grieken gebruikten om zich toegang te verschaffen tot de stad Troje. Het wereldbeeld in de homerische epiek maakt echter geen onderscheid tussen mythologie en wat tegenwoordig geschiedenis heet.
- Een andere mogelijkheid is een misverstand door de mondelinge overlevering: een stormram met de naam Paard. Assyriërs gebruikten destijds belegeringswerktuigen met dierennamen. Mogelijk was het Trojaanse Paard iets dergelijks.[6]
- Ook is wel beweerd dat het Paard een aardbeving voorstelde die de muren van Troje verwoestte.[7] De god Poseidon was zowel god van de zee, als van paarden en aardbevingen. De schade aangetroffen bij archeologische opgravingen van Troje VI - een rijke en machtige handelsstad - lijkt op die van een aardbeving. Maar meestal wordt Troje VIIa beschouwd als het Troje uit homerische tijden.
- Sommige schrijvers kwamen met het idee dat het geschenk geen paard was met soldaten, maar een boot met een vredesgezant.[8] In de oudheid werd inderdaad een schip als het paard van de zee beschouwd[9] en was het paard een dier van de zeegod Poseidon. Odysseus was de man van praatjes en bedrog en geschikt als diplomaat. De beschrijving van de soldaten die in het paard kruipen komt overeen met scheep gaan.[10]

## Laocoön
Een van de latere uitbreidingen, die niet bij Homerus zijn te vinden, is het verhaal van Laocoön. Deze Trojaanse priester waarschuwt zijn stadsgenoten voor het paard, omdat hij de list van Odysseus doorzien heeft. Maar net als hij de meerderheid heeft overtuigd, wordt Sinon de stad binnengesleept. De Trojanen slaan opnieuw aan het twijfelen, tot een gruwelijk voorteken hen van Laocoöns ongelijk overtuigt: twee slangen komen uit zee aangekropen om Laocoön en zijn zoons te verzwelgen. Onder andere Vergilius gebruikt deze uitbreiding in zijn Aeneis.

## Vernoemingen en persiflage

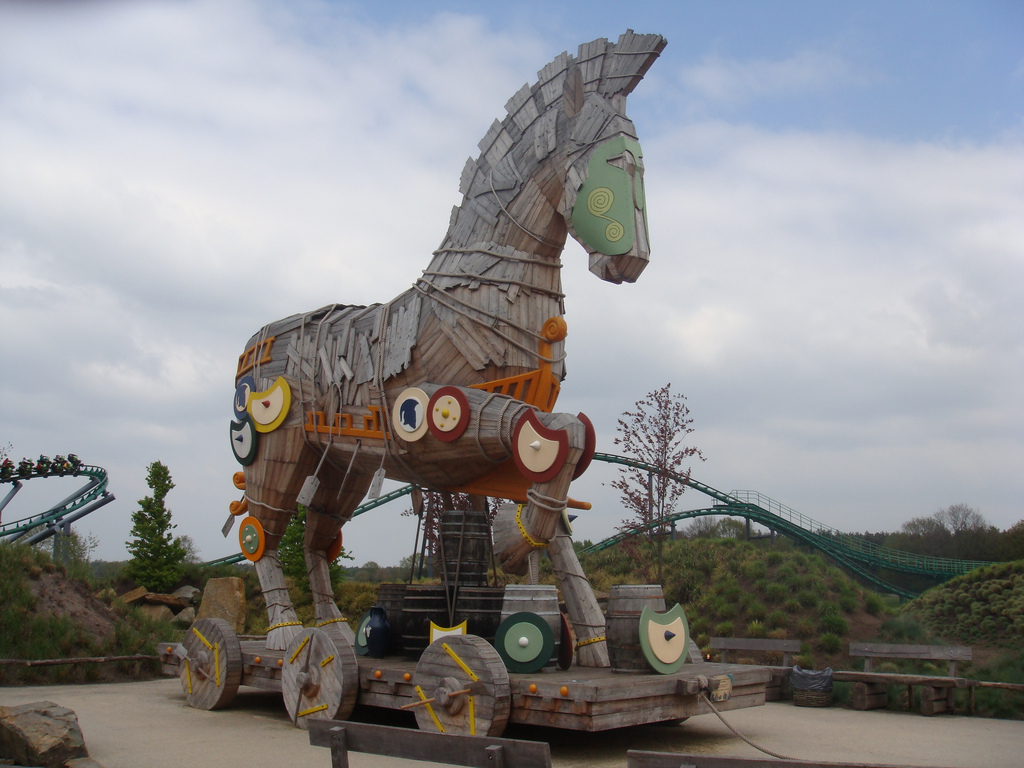
Paard van Troje in Toverland

- Een bekend voorbeeld uit de Nederlandse geschiedenis is het turfschip van Breda.
- In de computerwereld wordt de term Trojan horse of Trojaans paard gebruikt om een programma aan te duiden, dat door de gebruiker is geïnstalleerd, maar waar zonder medeweten van de gebruiker een functie in zit verborgen die door kwaadwillenden kan worden misbruikt.
- Een uitgaansgelegenheid in Den Haag heette Paard van Troje maar heet tegenwoordig Paard.
- In Attractiepark Toverland staat naast de houten achtbaan Troy (Troje) een 'replica' van het paard van Troje
- De Britse komediegroep Monty Python persifleerde het paard van Troje in hun film Monty Python and the Holy Grail uit 1975. Daar reed men een gigantisch houten Konijn van Troje richting kasteelpoort, waarna de truc jammerlijk mislukte. De belegeraars keken aanvankelijk weliswaar gniffelend toe hoe de kasteelbewoners enthousiast het 'konijn' binnenhaalden, maar realiseerden zich later dat het konijn leeg was: men was vergeten het vol te stoppen met soldaten.
- De Nederlandse meidengroep Luv' heeft een hit gehad met het nummer Trojan Horse.
- Trojan Records is de naam van een platenmaatschappij die zich specialiseert in ska- en reggaemuziek.
- In het Engels wordt de uitdrukking Beware of Greek bearing gifts nog gebruikt. Het is een vertaling van Timeo Danaos et dona ferentes afkomstig uit de Aeneis van Vergilius.
- Joost van den Vondel modelleerde het toneelstuk Gijsbrecht van Aemstel naar Vergilius' versie van het verhaal, zoals hij ook in het voorspel benadrukte: 'Het zwanger paerd van Troje baert 'er weer / De krijghslien, die de kans doen keeren.' [11]

### Films
- IMDb Helen of Troy (1956)
- IMDb The Trojan Horse (1962)
- IMDb Troy (2004)

- Gemeinsame Normdatei: 7600428-4
- MusicBrainz work: e75c612f-dac0-47ad-8a73-7f2c6a67a06a